# Дело герцога Энгиенского

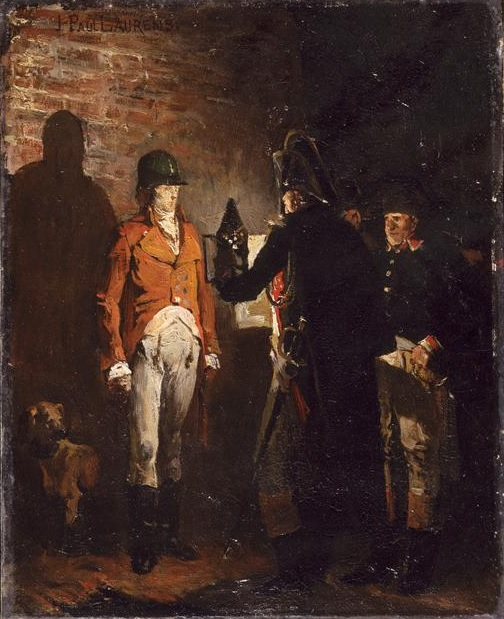
«Герцог Энгиенский во рву замка Винсен», картина Жана-Поля Лорана (1873)

Дело герцога Энгиенского — похищение, суд и расстрел 21 марта 1804 года Луи Антуана Энгиенского, герцога д’Энгиена, внука последнего принца Конде. Он был схвачен во время тайной полицейской операции под руководством Анн Жана Мари Рене Савари, проведённой генералом Мишелем Орденером.

## Предыстория
В 1803 году, после возобновления войны с Соединённым Королевством, власть Наполеона Бонапарта оставалась всё ещё слишком хрупкой, особенно после ликвидации в сентябре 1802 года полицейского министерства Фуше. Она подвергалась слишком большому количеству внешних и внутренних угроз, в частности многочисленным покушениям, совершённым роялистами. В конце 1803 года британцы и роялисты решили организовать переворот, чтобы свергнуть наполеоновский режим. 29 февраля 1804 года против первого консула Франции был раскрыт крупный заговор, в результате которого Париж словно оказался в осадном положении; на каждом перекрёстке находились войска.
Талейран, роль которого в этом деле до сих пор до конца не ясна, использовал этот кризис для укрепления своей позиции. В своих мемуарах Бонапарт указывает, что именно Талейран лично принял решение об аресте герцога Энгиенского, но назвал казнь своим личным решением. На самом деле казнь молодого герцога имела целью деморализовать французских роялистов, выступавших против консулата.

## План
План начал обретать свою форму после покушения на первого консула в октябре 1803 года, также называемого «заговором XII года». В нападении, планировавшемся Жоржем Кадудалем и генералом Жан-Шарлем Пишегрю, также участвовал генерал Жан Виктор Моро. После допросов, проведённых отвечавшим за это дело государственным советником Пьером-Франсуа Реалем, Бувье де Лозье сообщил, что заговорщики ждут молодого принца королевской крови. Возможно, этим принцем был граф Полиньяк или граф д’Артуа, но имя герцога Энгиенского казалось наиболее вероятным. После революции молодой герцог поселился в Эттенхайме, в Бадене, всего в нескольких километрах от французской границы. В донесении, переданном первому консулу Талейраном, говорилось, что он принимал у себя «предателя» Дюмурье и одного из наиболее активных английских агентов, некоего полковника Смита. Это подтверждалось также докладом генерала Монсея. Бонапарт, колеблясь, передал это дело Талейрану, Камбасересу, Фуше и Мюрату. Только Камбаcерес выступил против ареста и возможной казни герцога. Но, убеждённый доводами Талейрана и Фуше, Бонапарт приказал арестовать заговорщиков. Управлять операцией было поручено начальнику французской тайной полиции Савари.
Цель операции состояла в том, чтобы подтолкнуть заговорщиков — мадам де Рейх, Дюмурье и английского полковника — к какой-либо неосторожности в попытке спасти герцога Энгиенского, а также захватить документы, изобличающие заговор. С этой целью были посланы две миссии: одна в Эттенхайм под руководством генерала Орденера, а другая в Оффенбург под командованием генерала Коленкура. Обе группы отправились из Страссбурга, где предварительно встретились с генералом Левалем, командиром 5-й дивизии, и Анри Ши, исполнявшим там обязанности префекта.

### Похищение герцога

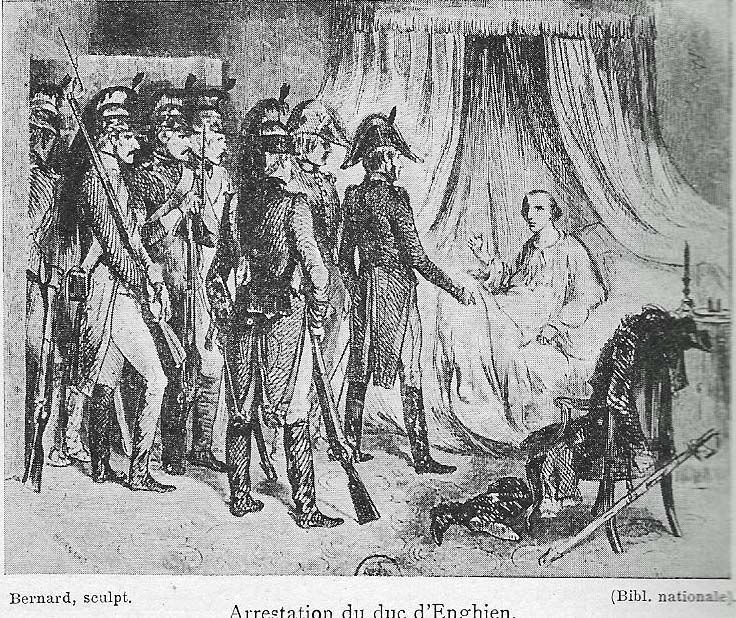
«Арест герцога Энгиенского в его доме в Эттенхайме». Гравюра 19-го века

Существует две версии того, как был похищен герцог. Согласно первой, 15 марта 1804 года отряд из тысячи человек из 22-го драгунского полка (возглавляемый полковником Жаном Огюстеном Карри де Буасси) переправился в Рино через Рейн, направился в Эттенхайм, находящийся в 10 километрах от французской границы, и захватил герцога.
Согласно второй версии, похищение организовал шпион Шульмейстер. Он захватил молодую женщину, возлюбленную герцога, и увёз её в приграничный город Бельфор. Герцог узнал об этом, а вскоре получил письмо от возлюбленной, подделанное шпионом, в котором она якобы умоляла спасти её из плена. Герцог немедленно бросился к ней на выручку, надеясь подкупить стражников и освободить даму сердца. Как только герцог Энгиенский пересёк французскую границу, он был схвачен.
Герцога привезли сначала в Страсбург, а затем в Венсен.

### Миссия Коленкура
Генерал Коленкур, адъютант Первого консула, по приказу военного министра Бертье арестовал баронессу де Рейх. Он также получил от министра иностранных дел Талейрана письмо к барону фон Эдельсхайму, премьер-министру герцога Бадена, который в то время был союзником Франции, поскольку первая часть операции фактически проводилась на чужой земле.
Коленкур поручил изучение бумаг герцога полицейскому Шарлю Поппу, который отнёсся к герцогу с большим уважением. Он даже вернул ему письмо его супруги, мадам Роган. Об этом позже свидетельствовал герцог де Бурбон, отец герцога Энгиенского. Впрочем, по свидетельству генерала Водонкура, это не помогло Поппу впоследствии, и он был изгнан из Франции во время Реставрации.

### Арестованные
Гражданин Шарло, начальник 38-го жандармского эскадрона, в своём докладе генералу Монсею, первому генерал-инспектору жандармерии, составил список арестованных в ходе операции:
- Луи Антуан Анри де Бурбон, герцог Энгиенский.
- Генерал маркиз де Тюмери (его арестовали случайно, приняв за генерала Дюмурье из-за сходства звучания фамилии в немецком произношении).
- Полковник барон де Грунштейн.
- Лейтенант Шмидт.
- Аббат Венборм, помощник пожилого архиепископа Страсбурга[фр.] и его секретарь, аббат Мишель.
- Слуги, оставшиеся верными герцогу: Жак, его секретарь; Симон Ферран, его камердинер; слуги Пьер Пулен и Жозеф Канон.
- Были арестованы и отправлены в Париж мадам и мадемуазель Лажюле, соответственно жена и дочь генерала Фредерика Мишеля Лажюле[фр.], а также любовница генерала Терез Жаке де Сен-Дьё. В бумагах последней были найдены шифрованные послания генерала, который был уже арестован в связи с заговором Пишегрю. Вместе с ними были арестованы аббат Аймар, генеральный викарий кардинала Рогана, и мадам Кинлан д’Эссер.
- В Кольмаре были арестованы М. Бриансон, управляющий почтой из Страсбурга, и М. Буг д’Оршвилье, бывший капитан Чёрного легиона Мирабо[фр.].
- Собака герцога, Молихофф (мопс), будет следовать за своим хозяином до самой казни; она будет забальзамирована и выставлена в 1932 году на ретроспективной выставке в замке Венсен, в павильоне Марсан.

## Трибунал
27-го вантоза (18 марта) герцог был вывезен из страсбургской тюрьмы в 1 час ночи и направлен в Париж. Он прибыл к особняку Hôtel de Galliffet, по адресу 84, улица Бак, где в то время находилось наполеоновское министерство иностранных дел, но его даже не выпустили из кареты, и 28-го вантоза (19 марта) около 17:30 он был доставлен прямо в замок Венсен.

### Состав трибунала

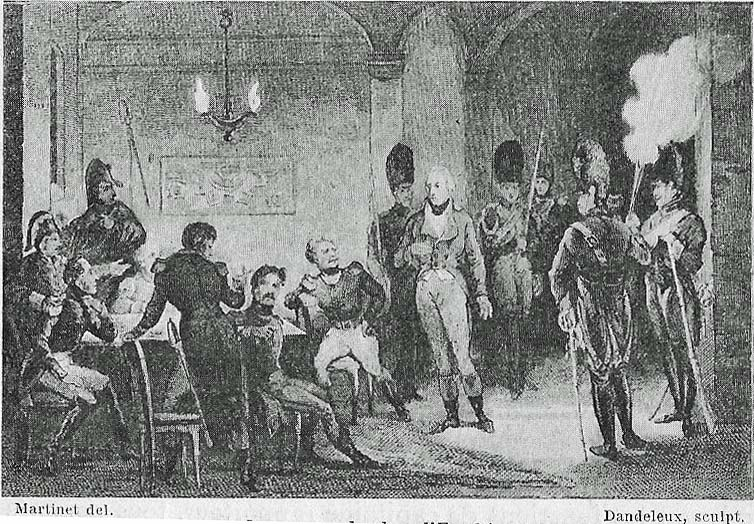
Герцог Энгиенский перед своими судьями

Учреждённый Мюратом, губернатором Парижа, военный трибунал был призван судить герцога. Его состав:
- Генерал Пьер-Огюстен Юлен, командующий пешими гренадерами консульской гвардии, председатель;
- Полковник Гитон из 1-го кирасирского полка[фр.];
- Полковник Базанкур[фр.] из 4-го линейного пехотного полка[фр.];
- Полковник Равье из 18-го линейного пехотного полка[фр.];
- Полковник Барруа из 96-го пехотного полка[фр.];
- Полковник Рабб, командир 2-го муниципального гвардейского полка;
- Майор Дотанкур из элитной жандармерии[фр.] в качестве спикера.

Изначально членом трибунала должен был быть полковник Кольбер из элитной жандармерии, но, поскольку с ним не могли связаться, его заменил (по разным данным) или полковник Базанкур, или майор Дотанкур.
Члены суда были назначены, не зная предмет обсуждения; они получили текст обвинения, уже прибыв в замок.

### Охрана трибунала
Генерал Савари, адъютант первого консула и полковник элитной жандармерии, опасаясь вторжений, развернул пехотную бригаду вокруг и внутри замка, где проходил суд.

### Суд
В тот же вечер трибунал под председательством генерала Юлена на основании обвинительного документа, без присутствия защитников и не выслушивая свидетелей, подписал смертный приговор герцогу Энгиенскому. Текст, опубликованный в Le Moniteur universel через два дня после казни, формулировал обвинения следующим образом:
- поднял оружие против Французской Республики;
- предложил свои услуги английскому правительству, врагу французского народа;
- принимал и поддерживал агентов английского правительства, предоставлял им деньги и информацию о Франции и вступил с ними в заговор против внутренней и внешней безопасности государства;
- возглавил группу французских и других эмигрантов, нанятых Англией для формирования армии на границе с Францией, в городе Фрибур и в Бадене;
- вёл разведку в Страсбурге с целью побуждения окружающих департаментов осуществить диверсию в пользу Англии;
- был одним из авторов и соучастников заговора англичан против жизни первого консула и, в случае успеха заговора, намеревался вернуться во Францию.

### Исполнение приговора

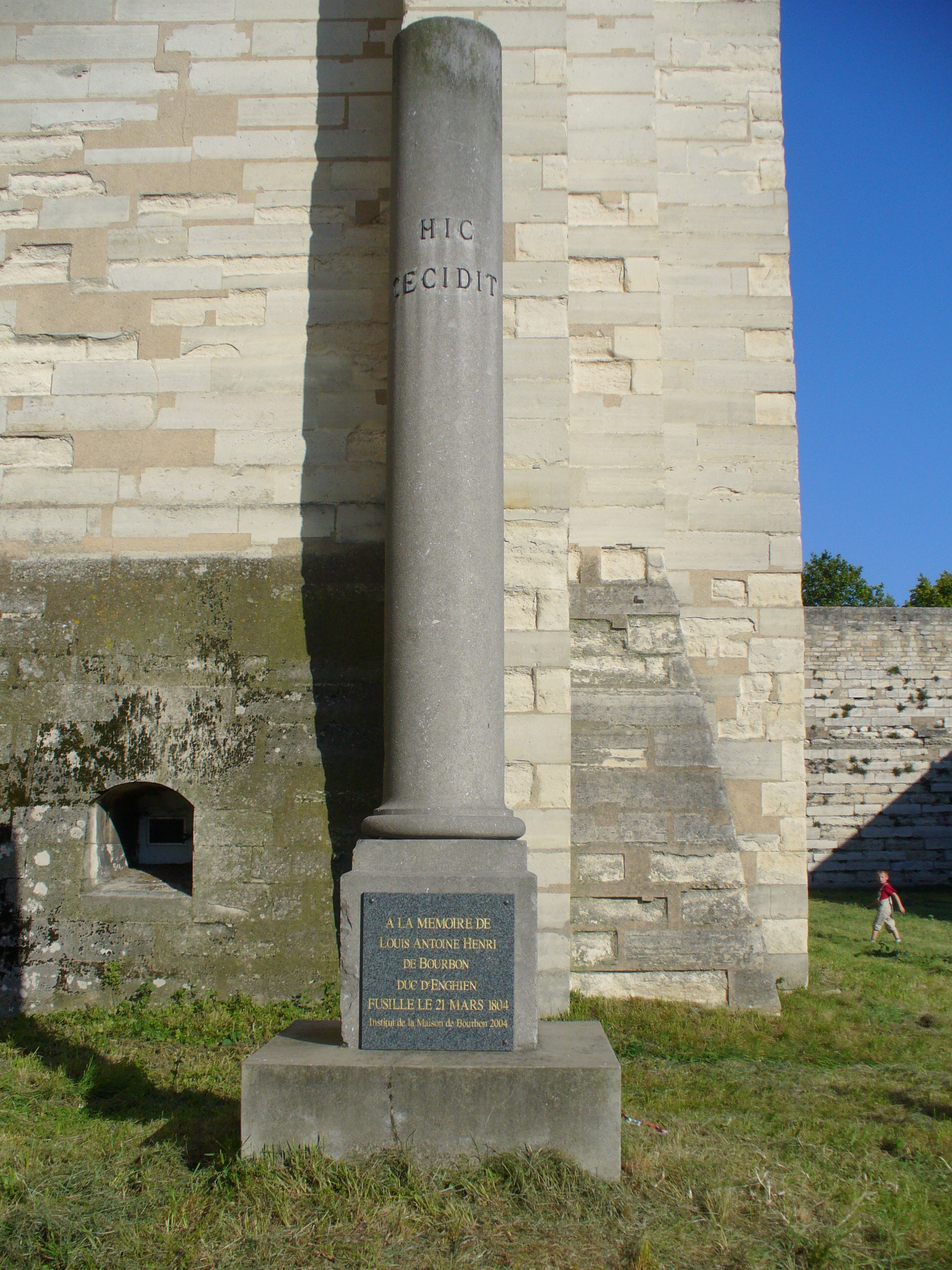
Место казни герцога Энгиенского во рву замка Венсен.

Решения военных судов в то время не подлежали апелляции или кассации, и приговор немедленно вступил в силу. Полковник Барруа был единственным членом суда, который просил о приостановке исполнения казни. Около трёх часов ночи герцога под конвоем расстрельной команды, состоявшей из восьми человек, отвели к месту казни. Офицер элитной жандармерии зачитал обвинительное заключение. Герцог Энгиенский попросил аудиенции с Наполеоном Бонапартом, но офицер ответил, что это невозможно. Герцог настаивал и попросил разрешения написать ему письмо, но офицер снова отказал.
Наконец герцог попросил разрешить ему лично командовать людьми взвода, но даже в этом ему было отказано. Он произнёс: «Как ужасно умирать от рук французов!». В тот момент Савари отдал приказ открыть огонь, но герцог успел сказать расстрельной бригаде: «Цельтесь в сердце». Тело герцога было похоронено в могиле, уже вырытой и находившейся позади него.
В своей книге «Жизнь Наполеона» (1818 г.) Стендаль рассказывал, что Вильгельм Варден, который надзирал за Наполеоном на острове Святой Елены и часто с ним беседовал, говорил, что он видел своими глазами копию письма Наполеону, написанного герцогом Энгиенским перед его смертью, в котором герцог заявлял, что он больше не верит в возвращение Бурбонов и что он стремится служить Франции. Наполеон, в свою очередь, утверждал, что никогда не получал от герцога никаких писем.
В 1816 году Людовик XVIII эксгумировал останки герцога Энгиенского и перенёс их в капеллу Сен-Шапель в замке Венсен. Пьеру Луи Дезену было поручено создание монументальной гробницы; эта работа была завершена лишь в 1825 году. В 1852 году по приказу Наполеона III гробница была перенесена в небольшой боковой ораторий, называемый «Королевский ораторий» (фр. Oratoire du roi).

## Последствия

### Заговор
Вскоре после этого Пишегрю покончил в тюрьме жизнь самоубийством, а Кадудаль с одиннадцатью сообщниками были гильотинированы 25 июня 1804 года. Перед казнью он заявил публике: «Мы хотели короля, а создали императора».

### Политика
В действительности какие-либо доказательства причастности герцога к покушению на Наполеона несколькими месяцами ранее отсутствовали. По словам историка Жака Банвиля:
Хотя принц, о прибытии которого говорили заговорщики-роялисты, не прибыл, Наполеон не хотел отказываться от уже намеченного плана. Молодой принц Конде, герцог Энгиенский, находившийся в Эттенгейме на территории Бадена, был насильственно вывезен и после инсценировки судебного процесса предан мечу.
Также Жак Банвиль писал:
Как только герцог Энгиенский был расстрелян, он [Наполеон] принёс величайшую клятву Революции, он встал на сторону цареубийц [...]. Без Венсенского рва Империя была бы невозможна, и республиканцы не приняли бы её.
Депутат от департамента Мёрт Антуан Буле так сказал об этом решении: «Это хуже, чем преступление; это ошибка» (фр. C'est pire qu'un crime, c'est une faute). Поскольку имя Буле было мало известно широкой общественности, эта фраза, подтверждённая свидетельскими показаниями того времени, часто приписывалась Фуше, а иногда даже Талейрану.
Во время Реставрации в 1814 году Талейран предпринял усилия, чтобы все документы, связанные с этим делом, исчезли.

### Оправдания исполнителей

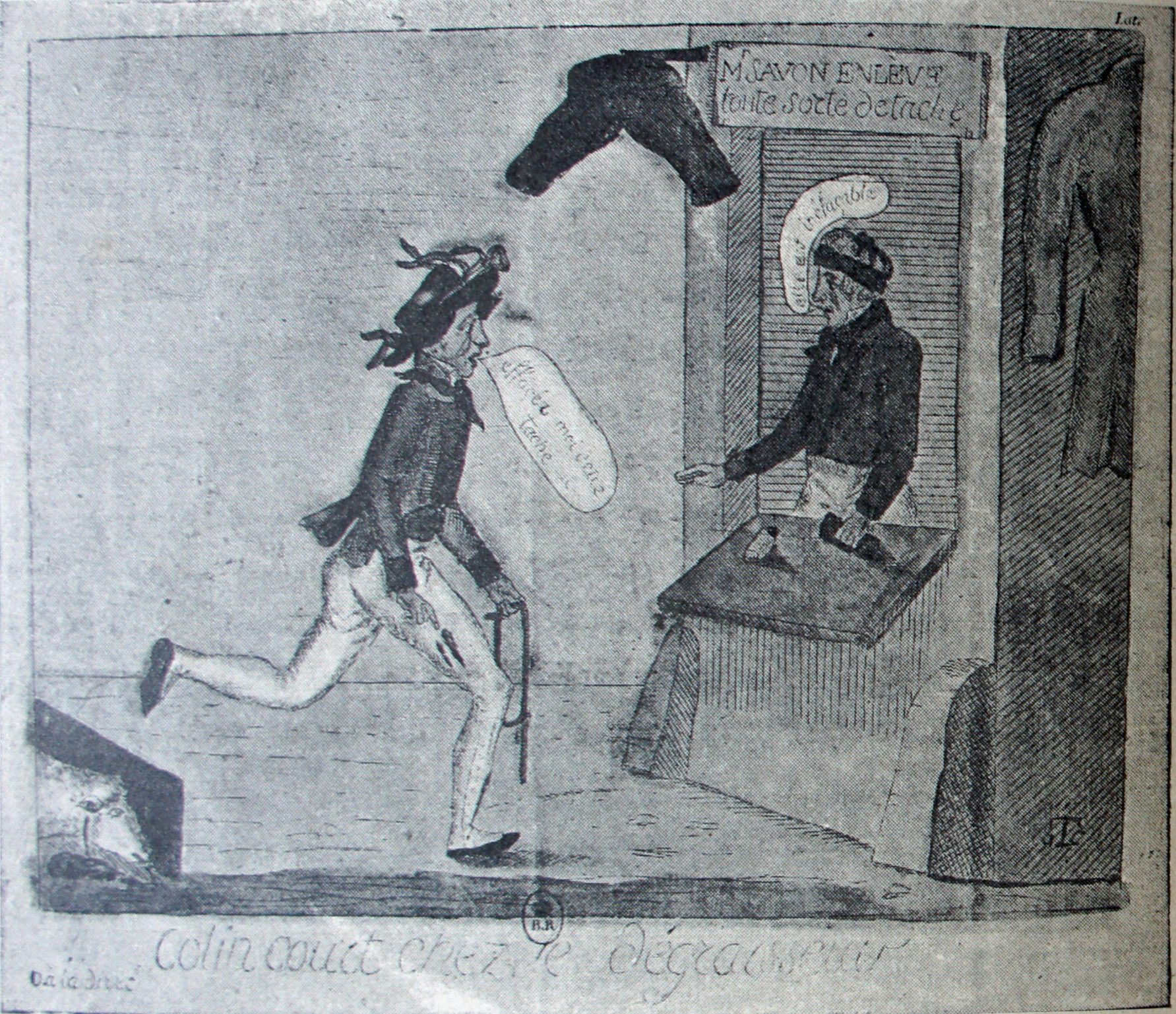
Коленкур требует у продавца мыла: «Сотри мне это пятно» и получает ответ: «Его невозможно стереть». Едкая карикатура, высмеивающий желание Коленкура обелить своё имя в деле герцога Энгиенского. Изображение 19-го в.

Хотя Коленкур утверждал, что его роль ограничивалась миссией в Оффенбург, над ним часто издевались в памфлетах.
Генерал Юлен выражал сожаление в связи с тем, что ему не была предоставлена возможность обратиться к первому консулу с просьбой о помиловании.

### Картины
Казнь была увековечена по крайней мере в трёх картинах: «Le duc d’Enghien dans les fossés de Vincennes» и «La Mort du duc d’Enghien» Жана-Поля Лорана, и в картине «Le duc d’Enghien Face au peloton d’exécution» Жоба.